# Нюненьга
Нюне́ньга (рос. Нюненьга) — селище у складі Нікольського району Вологодської області, Росія. Входить до складу Краснополянського сільського поселення.
Стара назва — Нюненга.

## Населення
Населення — 127 осіб (2010; 173 у 2002).
Національний склад (станом на 2002 рік):
- росіяни — 96 %